# Isaac Matondo
Isaac Matondo, né le 24 mars 1999 à Kinshasa, est un footballeur français et congolais qui évolue au poste de ailier gauche au FC Koper.

## Biographie

### Carrière en club

#### Formation et débuts au Stade rennais
Isaac Matondo arrive en France à l'âge de 10 ans et commence le football à l'AS Chantepie avant de rejoindre le centre de formation du Stade rennais tout comme le fera ses deux frères cadets Trésor et Joël Matondo,. Il évolue dans toutes les catégories jeunes jusqu'à l'âge de 18 ans où il débute en équipe réserve, celle-ci joue en CFA (4e échelon). En seulement 6 matchs, il marquera 4 buts et se révèle, cependant la saison prochaine, il inscrira seulement 2 buts en 20 matchs,.
En National 3, il peinera à convaincre puisqu'il inscrit seulement 7 buts en 32 matchs. Durant cette période, il ne parviendra pas à jouer en équipe première, il sera sur le banc une seule fois, en Coupe de France face à Saint-Pryvé Saint-Hilaire.

#### Départ en Suisse
Matondo quitte la Bretagne pour la Suisse et le FC Sion, club jouant en Super League. Ce départ en Suisse sera un échec puisqu'en une demi-saison, il ne jouera aucun match de Super League notamment en raison de la présence de nombreux étrangers dans l'équipe et la réglementation de la Super League.

#### Révélation au niveau amateur
En janvier 2022, il décide de rejoindre l'US Fougères, club de National 3 où il se révèle en inscrivant 10 buts en 12 matchs et termine deuxième meilleur buteur de son équipe malgré n'avoir joué qu'une demi-saison,. À la suite de cette demi-saison, il rejoint le club des Herbiers, club de National 2 où il explose en inscrivant 16 buts en 29 matchs de championnat et termine second meilleur de son groupe,.

#### Premier contrat professionnel à l'US Concarneau
À la suite de cette excellente saison, il signe son premier contrat professionnel à l'US Concarneau (Ligue 2) pour deux saisons. Il joue son premier match en professionnel lors de la première journée de Ligue 2 face au SC Bastia, où il est titularisé en tant que milieu offensif.

#### Départ en Slovénie
Après avoir effectué sa préparation physique avec l'US Concarneau, Matondo quitte la France pour la Slovénie et le Football Club Koper.

### Carrière en sélection
Alors qu'il joue en centre de formation, il est sélectionné en équipe de France U19 en juillet 2017. Il joue sa première sélection lors d'un match amical face au Québec où il joue l'intégralité. Il inscrit en février 2018, son premier but face à l'Italie lors d'un match amical et inscrit un doublé face à la Chine, en match amical. Il participe à l'Euro U19 2018 où il joue 2 matchs de phase de groupe et restera sur le banc lors des demi-finale face à l'Italie où l'équipe de France sera éliminée.
Entre septembre 2018 et mars 2019, Isaac Matondo jouera 7 matchs amicaux avec l'équipe de France U20 dont 3 titularisations. Il n'inscrira aucun but lors de ces 7 matchs.

## Statistiques
| Saison                | Club                  | Championnat           | Championnat | Championnat | Championnat | Coupe(s) nationale(s) | Coupe(s) nationale(s) | Coupe(s) nationale(s) | Total | Total | Total |
| Saison                | Club                  | Division              | M.          | B.          | P.d.        | M.                    | B.                    | P.d.                  | M.    | B.    | P.d.  |
| 2016-2017             | Stade rennais rés.    | CFA                   | 6           | 4           | 0           | -                     | -                     | -                     | 6     | 4     | 0     |
| 2017-2018             | Stade rennais rés.    | National 2            | 20          | 2           | 0           | -                     | -                     | -                     | 20    | 2     | 0     |
| 2018-2019             | Stade rennais rés.    | National 2            | 20          | 5           | 0           | -                     | -                     | -                     | 20    | 5     | 0     |
| 2019-2020             | Stade rennais rés.    | National 2            | 12          | 2           | 0           | -                     | -                     | -                     | 12    | 2     | 0     |
| 2020-2021             | Stade rennais rés.    | National 2            | 3           | 1           | 0           | -                     | -                     | -                     | 3     | 1     | 0     |
| Sous-total            | Sous-total            | Sous-total            | 61          | 14          | 0           | -                     | -                     | -                     | 61    | 14    | 0     |
| 2020-2021             | FC Sion               | Super League          | 0           | 0           | 0           | -                     | -                     | -                     | 0     | 0     | 0     |
| 2021                  | FC Sion               | Super League          | 0           | 0           | 0           | -                     | -                     | -                     | 0     | 0     | 0     |
| Sous-total            | Sous-total            | Sous-total            | 0           | 0           | 0           | -                     | -                     | -                     | 0     | 0     | 0     |
| 2022                  | US Fougères           | National 3            | 12          | 10          | 2           | -                     | -                     | -                     | 12    | 10    | 2     |
| 2022-2023             | Les Herbiers VF       | National 2            | 29          | 16          | 1           | 3                     | 2                     | 0                     | 32    | 18    | 1     |
| 2023-2024             | US Concarneau         | Ligue 2               | 29          | 1           | 1           | 1                     | 0                     | 0                     | 30    | 1     | 1     |
| 2024-2025             | Koper                 | Prva Liga             | 28          | 4           | 3           | 3                     | 1                     | 0                     | 31    | 5     | 3     |
| Total sur la carrière | Total sur la carrière | Total sur la carrière | 159         | 45          | 7           | 7                     | 3                     | 0                     | 166   | 48    | 7     |